# Іванов Андрій Євгенович
Андрій Євгенович Іванов (рос. Андрей Евгеньевич Иванов, нар. 6 квітня 1967, Москва — пом. 19 травня 2009, Москва) — радянський, згодом російський, футболіст, що грав на позиції захисника. Майстер спорту (1990). Відомий за виступами за московський «Спартак» в 1980-1990-х. Гравець збірних СРСР, СНД і Росії. У складі збірної СНД брав участь у чемпіонаті Європи 1992 року.

## Клубна кар'єра
Народився 6 квітня 1967 року у місті Москва. З дитинства цілими днями ганяв з хлопцями м'яч, а потім майже всім двором поїхали записуватися в футбольну школу на стадіон «Крила Рад», що на Семенівській. Там Андрій потрапив до тренера Віктора Юрійовича Мироновича. Одного разу на заняття прийшов тренер Віктор Євгенович Зернов і після їх закінчення запросив Іванова в спартаківську школу. У 1983 році Іванова вже взяли в команду майстрів — в дубль, де грав до 1985 року, а потім підійшов термін служби в армії, у якій футболіст виступав за команду СКА (Хабаровськ), після чого знову повернувся до «Спартак».
Виступаючи за команду почав випивати, через що був виключений з команди. Після цього перейшов в «Гурію», де пробутв всього кілька тижнів, адже грузинські команди тоді, в 1990 році, вийшли з чемпіонату СРСР. Тому Іванов знову повернувся в Москву і до серпня грав за комерційну команду, яка була організована тоді при товаристві «Спартак». Головне завдання команди було чисто комерційним — їздити по країні, в основному по периферії, і заробляти для товариства «Спартак» гроші. Разом з ним там виступали там такі гравці, як Олексій Прудніков, Володимир Сочнов, Борис Кузнєцов, Олександр Бокий, Кужлєв, Андрій Мітін, Віктор Колядко та інші колишні зірки «Спартака», що вже закінчували свою футбольну кар'єру. І тоді головний тренер «Спартака» Олег Романцев сказав Іванову, що якщо у тебе не буде більше анінайменших проблем з режимом, то він не проти бачити Андрія в своїй команді". Іванов дав слово і у вересні 1990 року знову, вже втретє, повернувся в «Спартак». У складі московського клубу він виграв чемпіонат СРСР, Кубок СРСР сезону 1991/92, а також двічі став чемпіоном Росії — в 1992 і 1993 роках.
У 1994 році Іванов перейшов у московське «Динамо», з яким виграв срібну медаль чемпіонату Росії. У 1995 році, повернувшись в «Спартак», захисник завоював бронзу російської першості. Всього за «Спартак» Іванов провів 155 матчів і забив 4 м'ячі. Крім того 1996 року Іванов недовго порав за іншу московську команду  ЦСКА.
На початку 1997 року уклав контракт із «Тіролем», в якому йому допомагав освоюватися Станіслав Черчесов, а після завершення сезону перейшов у німецький «Гройтер» з Другої Бундесліги.
Завершив професійну ігрову кар'єру у португальському клубі «Алверка», за який виступав протягом 1998—1999 років, проте через травми до заявки майже не потрапляв.

## Виступи за збірні
1991 року зіграв два матчі у складі національної збірної СРСР на міжнародному турнірі в Швеції. Під час фінального матчу суперником збірної СРСР були італійці з Джанлукою Віаллі. Замінивши на 33-й хвилині травмованого Галяміна, на поле вийшов 24-річний Андрій Іванов з завданням нейтралізувати Віаллі. Іванову це вдалося, хоча італійці і виграли той матч в серій пенальті, але тодішній тренер збірної СРСР Анатолій Бишовець сказав футболістам після гри: «Сьогодні ви мали можливість спостерігати, як треба грати проти Віаллі …».
Наступного року провів два матчі у складі новоствореної збірної СНД, у складі якої поїхав на чемпіонат Європи 1992 року у Швеції, де зіграв у одному матчі з німцями (1:1).
Після завершення турніру виникла збірна Росії, у якій Іванов дебютував 16 серпня 1992 року у грі проти Мексики. У наступному 1993 році Андрій Іванов зіграв за збірну у 10 матчах з 12. У листопаді 1993 року він став одним з 14-ти гравців збірної, які підписалися під відкритим листом на ім'я радника президента Росії по спорту Шаміля Тарпіщева з вимогою про відставку головного тренера Павла Садиріна. На початку 1994 року в числі семи футболістів відмовився від свого підпису, з рішенням повернутися в збірну перед чемпіонатом світу в США, проте більше в головну команду Росії його не викликали.

## Останні роки
Після завершення кар'єри у 2000 році відчував себе незатребуваним, кілька місяців працював у Москомспорті, але пішов, сказавши, сидіти в кабінеті — не для нього. Влаштувався охоронцем. Спочатку в магазин, потім в школу. Звідти його звільнили за пияцтво. Помер 19 травня 2009 року на 43-му році життя у місті Москва.

## Титули і досягнення
- Чемпіон СРСР: 1989
- Чемпіон Росії (2): 1992, 1993
- Срібний призер чемпіонату Росії: 1994
- Бронзовий призер чемпіонату Росії: 1995
- Володар Кубку СРСР: 1991/92
- У списку 33-х кращих футболістів Росії (2): № 1 — 1993; № 3 — 1992
- Найкращий лівий захисник чемпіонату Росії з оцінками «Спорт-Експрес»: 1993 (середня оцінка 5,90)
- Володар Кубка чемпіонів Співдружності: 1993 (3 гри)